# 加藤尹義
加藤 尹義（かとう ただよし、1890年（明治23年）7月26日 - 1960年（昭和35年）12月24日）は、大日本帝国陸軍軍人。最終階級は陸軍中将。

## 経歴
1890年（明治23年）に広島県で生まれた。陸軍士官学校第23期卒業。1936年（昭和11年）3月に飛行第11連隊長に就任し、1937年（昭和12年）8月に陸軍航空兵大佐に進級した。1938年（昭和13年）3月に熊谷陸軍飛行学校教育隊長に転じ、1939年（昭和14年）7月1日に熊谷陸軍飛行学校幹事に就任し、8月1日に陸軍少将に進級した。
1940年（昭和15年）8月に第55師団司令部附となり、1942年（昭和17年）6月に陸軍航空整備学校長に就任した。1943年（昭和18年）8月に立川陸軍航空整備学校長に転じ、1944年（昭和19年）6月27日に陸軍中将に進級して予備役に編入された。
1947年（昭和22年）11月28日、公職追放仮指定を受けた。

## 栄典
勲章等
- 1940年（昭和15年）8月15日 - 紀元二千六百年祝典記念章[4]